# Governatorato Meridionale
Il Governatorato Meridionale è un governatorato del Bahrein con 166.000 abitanti (stima 2014). 
Il governatorato occupa più del 66% del territorio del Bahrein, infatti è il più grande tra i governatorati del paese. Esso comprende anche le isole Hawar situato a sud del governatorato meridionale nel Golfo del Bahrein. Il governatorato confina con altri governatorati come quello centrale e quello settentrionale.